# Sàtir amb un ríton
Sàtir amb un ríton és un baix relleu d'estuc provinent de la Vil·la de Petraro, trobat durant les excavacions arqueològiques de l'antiga ciutat d'Estàbia (l'actual Castellammare di Stabia) i conservat a l'Antiquarium stabiano.

## Història i descripció
L'estuc era una decoració del calidarium de la Villa Petraro i es trobava a la mateixa sala que també incloïa els estucs del Sàtir amb una cabra i de Psique. També aquest, com els altres, estava situat al centre d'un cassetó de la volta de la sala. Va ser trobat arran de les excavacions arqueològiques realitzades per Libero D'Orsi entre 1957 i 1958, i després desenganxat i conservat a l'interior de l'Antiquarium stabiano.
L'obra representa un jove sàtir nu, en acte de córrer cap a la dreta, que sosté un ríton a la mà dreta, mentre que amb l'esquerra agafa una pell de fera que li baixa de l'espatlla. Tota l'obra, quasi completament conservada en la seva totalitat, està tancada en un marc doble, un amb una banda i l'altre amb llengüetes.